# Slaget ved Fort McKenzie, 1833
Slaget ved Fort McKenzie er angrebet på en lejr sortfødder ved handelsstationen Fort McKenzie, Montana, udført af over 500 assiniboiner og plains crees den 28. august 1833. Fra fortets palisade overværede bl.a. europæerne Maximilian zu Wied og Karl Bodmer slagets gang og dokumenterede det i tekst og billede.

## Optakten
Sortføddernes fjendskab med assiniboinerne gik mere end et halvt århundrede tilbage,:6  mens de havde udkæmpet kampe med plains crees fra omkring 1806.:35 
Handelsstationen Fort McKenzie var det vestligste af en kæde nye forter bygget op langs Missouri River.:962  Fortet hørte under pelskompagniet Upper Missouri Outfit, populært kaldt American Fur Company.:955  Maximilian og Bodmer havde været gæster i fortet siden den 9. august.:240  Allerede da lå mange sortfødder fra piegan-divisionen under bl.a. høvding The Bear Chief:261  og høvding The Bull From The Centre (Middle Bull):277  i lejr ved fortet for at gennemføre byttehandler.
Natten til den 28. august sang og drak folkene i en lille lejr med 18-20 tipier tæt ved Fort McKenzie, og de lagde sig først til ro hen mod morgenstunden.:273 

## Angrebet
Flere hundrede fodkrigere og også en del ryttere fra assiniboine-stammen stormede lejren ved daggry den 28. august sammen med omkring 100 plains crees. Fra toppen af nogle omkringliggende højdepunkter beskød andre krigere tipierne med ildvåben. Angriberne sprættede skindteltene op med knive og skød ind i dem.:273 
Fra fortet besvarede de ansatte ilden, mens de åbnede fortets port for at lade de flygtende pieganer komme ind. Maximilian zu Wied så fire kvinder samt nogle børn ligge dræbt på jorden tæt ved fortet. Det var umuligt at affyre fortets kanon, da fjender og pieganer løb ind og ud mellem hinanden.:275  Omkring 30 mænd fra tipilejren nåede i sikkerhed i Fort McKenzie og skød snart ned mod angriberne oppe fra palisaden. Nogle af de ansatte havde solgt alle deres kugler med tilhørende krudt til sortfødderne i dagene før og stod uden at kunne tage del i forsvaret. For at opretholde ilden måtte der uddeles ammunition fra fortets magasin til både de hvide og pieganerne midt under kampen.:273 
Et vendepunkt indtraf, da en angriber viste sig ved fortets port med en spændt bue. Han råbte til de hvide om at gøre plads, så han kunne ramme pieganerne på vej ind gennem åbningen i palisaden. De ansatte forstod nu, at de var tilfældige tilskuere fanget i en kamp mellem gensidigt fjendtlige stammer. Fortets leder, Mr. Mitchell, gav straks ordre til sine folk om at indstille skydningen. Flere adlød; pieganerne blev ved med at skyde og lade igen, så hurtigt de kunne.:274 

## Angriberne trækker sig tilbage
Både assiniboiner og plains crees begyndte langsomt at trække sig tilbage ned langs Missouri River for at komme udenfor skudvidde. De sørgede for at bringe deres sårede og døde væk fra kamppladsen ved at lægge dem på heste under tilbagetoget.:274  Kun én assiniboine måtte de efterlade udenfor fortet, som lejrens mænd, kvinder og børn snart mishandlede til ukendelighed med geværskud og slag af sten og køller.:275  I tipilejren lå der flere døde heste og hunde.:273  De sårede mænd, kvinder og børn modtog behandling i fortet, der genlød af klageskrig over de døde.:276  Mindst syv fra lejren havde mistet livet.:58  Et dræbt barn fik ansigtet malet med rød farve.:277 
Små og større grupper bevæbnede sortfødder fra fjernere lejre kom galoperende til undsætning efter at ryttere sendt afsted fra lejren havde overbragt nyheden om angrebet. Krigerne var iklædt deres bedste tøj, flere bar en fjerprydelse og nogle havde dekorative pumaskind på hestens ryg at sidde på.:275  Mr. Mitchell og en håndfuld ansatte lod sig overtale til at ride med de efterhånden flere hundrede sortfødder for at bevise deres venskab med dem. Uden at komme i direkte sammenstød med fjenden fik de i fællesskab drevet både assiniboinerne og de deltagende plains crees knap 10 kilometer tilbage til Marias River. Her søgte modstanderne skjul i en tæt bevoksning.:276  I løbet af natten og også den næste dag trak de sig tilbage mod deres egne områder langt østpå.:58 

## Angrebets hovedmænd og resultatet af kampen
Det kom senere frem, at høvding The Left Hand:274  (også kaldt bl.a. The Man That Holds The Knife):95  havde været assiniboinernes hovedanfører. Der vides tilsyneladende intet om de ledende plain crees. Assiniboinerne havde mistet tre mænd under kampen, mens 20 var blevet hårdt såret.:277 
Senere fortalte The Left Hand lederen i den engelske handelsstation Fort Pelly, Saskatchewan, om angrebet på sortfødderne. Høvdingen var overbevist om, at de kunne have vundet en endnu større sejr, hvis ikke pelsopkøberne i det amerikanske fort havde tilbudt pieganerne en åben flugtvej og et sikkert sted at søge skjul.:95 